# 真木重遠
眞木 重遠（まき しげとお、弘化4年6月9日（1847年6月9日） - 昭和6年（1931年）2月3日）は、日本の牧師。元長岡藩士。家禄100石。
失脚した眞木越中守(3000石)、長岡藩士眞木小太夫重基(1700石)の嫡流子孫。キリスト者であるが、眞木家墓地は長岡市の仏教寺院である長興寺の 山本五十六等が眠る墓地と同じ敷地にある。

## 生涯

### 長岡藩士時代
長岡藩領に生まれる。戊辰戦争（北越戦争）に従軍。幼少期に藩校の崇徳館で漢学を学ぶ。1869年(明治2年)にS・R・ブラウンが明治政府の要請で官立新潟英学校(男子校)で教えるために、新潟に赴任した時ブラウンより英語を学ぶ。
明治政府が、ブラウンに横浜に開校する修文館の責任を持つことを強く要請し、ブラウンは1870年(明治3年)7月16日に横浜に戻る。その時、真木、阿部欽次郎ら6人がブラウンに同行する。そして、眞木たちは横浜の修文館で引き続き、ブラウンの指導を受ける。

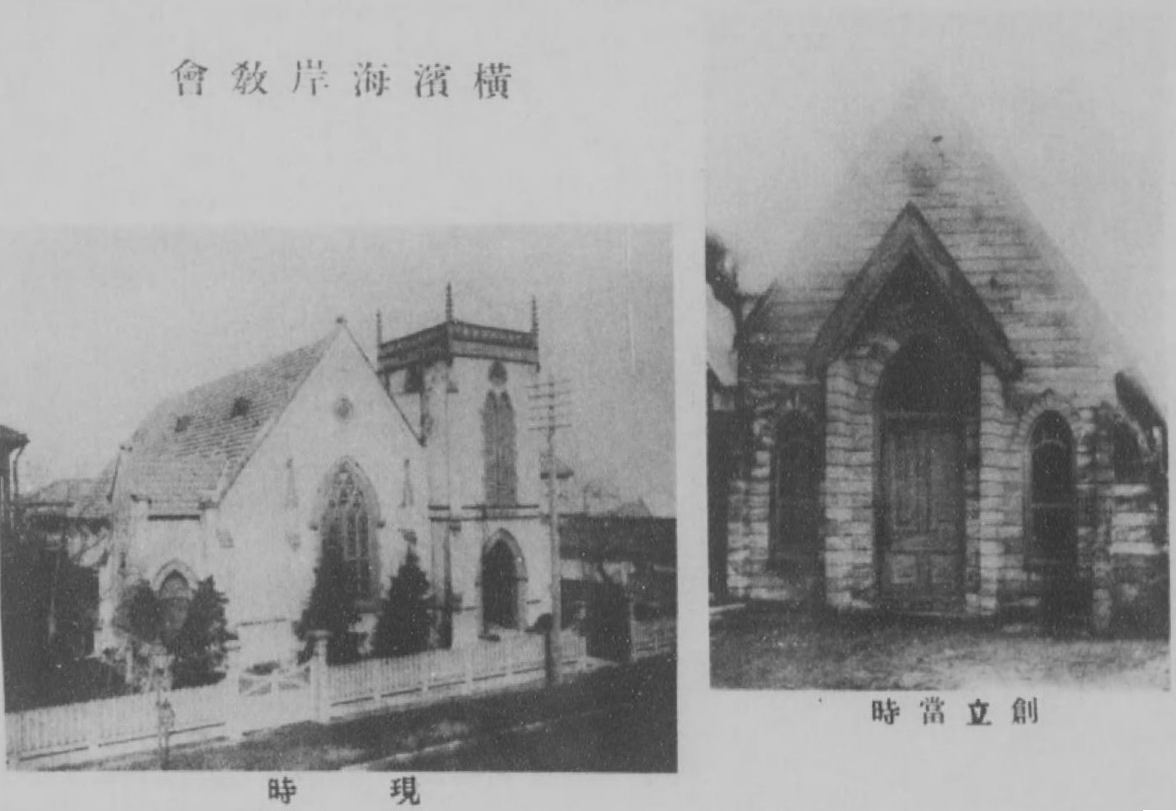
眞木が洗礼を受けた日本基督公会（横浜海岸教会）と1922年の会堂。

### 日本基督公会会員
1873年(明治6年)にS.R.ブラウンから洗礼を受け、日本基督公会(現、日本キリスト教会横浜海岸教会)に所属する。
その後、工部省の通訳の仕事をするが、同じく、日本基督公会のメンバーの稲垣信に同行して、長野県上田の伝道に向かう。そして、1877年(明治10年)前年の伝道旅行で訪れた上田基督公会の伝道師になる。
同年10月日本基督一致教会の中会が組織された時、真木が伝道師をする上田教会も8教会の1つとして加わった。
1878年(明治11年)2月に世良田志織と結婚する。

### 日本基督一致教会牧師
1879年(明治12年)9月に眞木は牧師の按手礼を受ける。しかし、1880年(明治13年)10月に在任わずか1年3カ月で辞任し開拓伝道を始める。上田教会は無牧になる。
眞木は、1883年(明治16年)まで、南北佐久郡と小県郡の開拓伝道を行う。この間、春日村で岡部太郎が救われる。

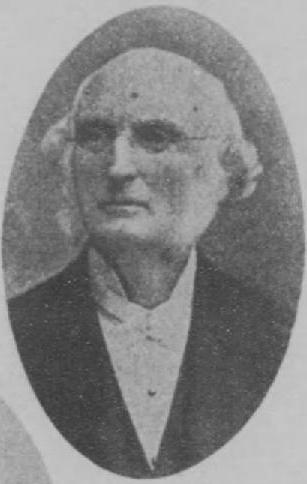
恩師ブラウン宣教師

1886年(明治19年)に東京に移動し、日本基督一致教会麹町教会(現、日本基督教団高輪教会)の牧師になる。1890年(明治23年)には、大阪一致教会(大阪女学院)の校長になる。
しかし、翌年伝道を始め、1891年(明治24年)には青森、1897年(明治30年)には長野県小諸、1900年(明治33年)には長野県松本で伝道し、1911年(明治44年)には東京に戻り余生を過ごす。